# William Farre
William Andrew Farre, tidigare William Johnsen, född 1 augusti 1874 i Trondheim, död 5 april 1950 i Oslo. Han var en norsk musiker och dirigent som 1901 grundade Møllergata skolans musikkår och gjorde sig känd som skolmusik-kårernas fader.
Den ledde Frälsningsarméns orkester i Stavanger 1895, och spelade även i Frälsningsarméns stadsmusikkår. Senare grundade han William Johnsens musikförlag och utsalg i Kristiania. Firman tryckte noter för musikkårer och han själv komponerade bland annat Killarna kommer. Hans förlag hade planer på att spela in hundra norska dialekter, men det blev bara fyra. I gengäld åkte Johnsen/Farre runt och gjorde omkring 100 inspelningar av folkmusik. Farre tog det nya efternamnen Farre år 1915.